# Junior Ouattara
Pour les articles homonymes, voir Ouattara.
Junior Ouattara, né le 7 juillet 2000,  est un joueur professionnel français de basket-ball. Il mesure 1,93 m .

## Biographie
Après trois années  passées dans le championnat U21, Junior Ouattara signe son premier contrat professionnel au Saint-Quentin Basket-Ball (Pro B) pour la saison 2020-2021. 

## Clubs
- 2018-2020 :  ASVEL Lyon-Villeurbanne (U21)
- 2020-2021 :  Saint-Quentin BB (Pro B)
- 2021-2022 :  AS Golbey Épinal (NM1)